# Cindy Morgan
Pour les articles homonymes, voir Morgan.
Cindy Morgan, nom d’artiste de Cynthia Ann Cichorski, née le 29 septembre 1951, à Chicago, Illinois (États-Unis) et morte le 30 décembre 2023 à Lake Worth Beach (Floride), est une actrice et productrice américaine. Elle est connue pour son rôle de Lora dans Tron (1982).

## Biographie

### Enfance et Formations
Cynthia Ann Cichorski naît à Chicago le 29 septembre 1951.
Cynthia est reçue à l'Illinois Institute of Technology, avec un intérêt pour le génie mécanique. Cependant, quatre ans passés à la Mother Theodore Guerin High School for Girls l'ont convaincue de fréquenter un collège principalement masculin. Elle obtient un diplôme en communications et en anglais à l'Université du Nord de l'Illinois.

### Carrière
Son nom d’artiste, Cindy Morgan, provient d'une histoire sur la fée Morgane qu’elle lit à l’âge de  12 ans.
Elle commence sa carrière à la radio, puis au cinéma. Elle est officiellement considérée comme « mal voyante » au moment où elle débute dans la comédie Le Golf en Folie (Caddyshack) qui sort en 1980, où elle incarne Lacey Underall aux côtés de Bill Murray et Chevy Chase.
Elle apparaît à la télévision lors d’émissions spéciales, dont That's TV ou Mitchell and Woods (NBC, 1981-1982).
En 1982, elle est retenue pour le film culte de Disney Tron. Elle y assume aux côtés de Jeff Bridges les rôles de Lora Baines, une informaticienne, et de Yori, sa  « réplique »  générée par ordinateur. Une œuvre culte intégrant pour la première fois à ce niveau les images de synthèse, et qui a marqué la carrière de Cindy Morgan autant que l’histoire du cinéma. Elle prête aussi sa voix en 2003 pour le jeu Tron 2.0.

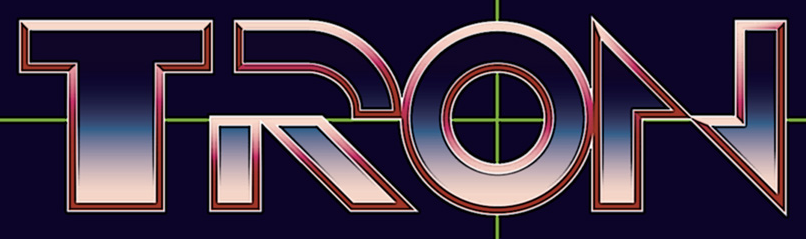
Logo du film - 1982

Cindy Morgan joue encore dans Galaxis (1995), avec Brigitte Nielsen, Silent Fury et dans plusieurs téléfilms comme Dead week-end avec Stephen Baldwin, Out there avec Rod Steiger (1995), ou Amanda & the alien (1995).

Elle a également joué dans nombre de séries télévisées populaires américaines, telles que Matlock, Chips, trois saisons de Falcon Crest, La croisière s’amuse ou encore L’homme qui tombe à pic. En 1995, elle devient productrice pour trois séries télévisées. Elle déclare :

« Pour être un bon producteur, il faut être capable de déjeuner et de prendre des décisions "à l’aveugle" »

Elle joue encore dans plusieurs films jusqu’à son ultime rôle à l’écran dans Face of the Trinity en 2022. En 2009, elle écrit un livre de souvenirs sur la réalisation de Le Golf en folie ! (1980). Elle dispose aussi d’un site internet personnel à visées commerciales.

### Vie privée
Elle est la mère de Chelsea Morgan. Cindy Morgan est retrouvée morte chez elle, le 30 décembre 2023 à Lake Worth Beach en Floride à l'âge de 69 ans,. Il semble qu’elle soit décédée de mort naturelle.

## Filmographie

### Actrice
- 1979 : Up Yours - A Rockin' Comedy : Elaine
- 1980 : Le Golf en folie (Caddyshack) : Lacey Underall
- 1982 : Tron : Lora / Yori
- 1982 : Frank, chasseur de fauves ("Bring 'Em Back Alive") (série TV) : Gloria Marlowe
- 1985 : The Midnight Hour (en) (TV) : Vicky Jensen
- 1987 : The Return of the Shaggy Dog (TV) : Betty
- 1981 : Falcon Crest (Falcon Crest) (feuilleton TV) : Gabrielle Short (1987-1988)
- 1995 : Galaxis : Detective Kelly
- 1995 : Amanda and the Alien (TV) : Holly Hoedown, Hotel Clerk
- 1995 : Dead Weekend (TV) : Newscaster
- 1995 : Out There (TV) : Judith Daws
- 2003 : Tron 2.0 (jeu vidéo) : Ma3a (voix)
- 2006 : Open Mic'rs : Cindy Morgan
- 2009 : Summer Waters (court métrage) : Mrs. Leeds
- 2011 : Empty Sky (court métrage) : Donna Pershing
- 2016 : Face of the Father (court métrage) : la mère de Mason's Mother (voix)
- 2018 : Knight's End (série télévisée) : Gunnora, comtesse de Normandie

### Productrice
- 1995 : Amanda and the Alien (TV)
- 1995 : Dead Weekend (TV)
- 1995 : Out There (TV)